# Ленинградский мост (Москва)
Ленингра́дский мост — мост в Северном административном округе Москвы через Канал имени Москвы. По мосту проходит Ленинградское шоссе. Мост содержит 5 полос в сторону центра и 6 полос в сторону области. За мостом ведется круглосуточное видеонаблюдение с многочисленных камер (с штанги со стороны южного берега, с близлежащих домов).

## Описание
Полная длина старого моста — 248 м.
Ширина моста — 30,1 м.
Количество полос — 6 в сторону области.
Также по бокам проезжей части имеются тротуары для пешеходов. С обоих краев имеются развороты. С северной стороны моста находится пост ДПС, сервисные центры BMW, Porsche, торгово-развлекательный центр «Капитолий», пересечение с МКАД, граница города Химки. С южной стороны — в основном жилые дома, а также винный завод, Макдоналдс, Северный речной порт, а также грузовой порт.

## История строительства
На этом месте в 1937 году был построен Старый Ленинградский мост (инженер Е. С. Уланов). Конструкция моста была типовой для того времени, главный пролёт представлял стальную арку с ездой посередине. Арка выполнена в виде сквозной фермы с треугольной решёткой, аналогичную конструкцию имеет старый Бесединский мост, Бронницкий автодорожный мост , а также западный Сабуровский мост.
В 1970 году рядом со старым мостом, был построен новый мост. Новый мост имел ширину дорожного полотна 30,1 метра, пролётные строения имели неразрезную цельносварную конструкцию, у моста были усилены опоры. Высота моста от нормального подпорного уровня (НПУ), составляет 14 метров. После строительства нового моста, Старый Ленинградский мост простоял ещё 9 лет, после чего к 1980 году был демонтирован.
До начала строительства нового моста можно было заметить подъездную дорогу к старому мосту, которая резко обрывалась у берега.

## Реконструкция Ленинградского шоссе (2007—2011)
В одной из последних очередей реконструкции шоссе было запланировано строительство параллельного моста с одновременной реконструкцией старого. По информации из СМИ, подрядчик, занимающийся составлением проектной документации не справился по срокам, что вызвало задержку в начале строительства на целый год. Фактически строительство началось в начале 2009 года, по информации московской мэрии время строительство моста закончить не позднее осени 2010 года.
Строительство нового моста было начато в марте 2009 года, а с южной стороны построена временная дорога для строительной техники. По состоянию на декабрь 2009 года был проложен один пролёт моста и забиты опоры для следующего пролёта.
В сентябре 2010 года было открыто движение по новому мосту — сначала по 2 полосам в центр (ночью с 3 на 4 сентября), позже по 2 полосам в область (ночью с 10 на 11 сентября). После этого старый мост закрылся на реконструкцию.
21 мая 2011 года в 6 утра было открыто движение в сторону области по реконструированному старому мосту. В область движение стало осуществляться по 6 полосам, в Москву — по 5 полосам. Официальная церемония открытия была проведена через неделю, 28 мая 2011 года.